# Nøkkerose-ordenen
Nøkkerose-ordenen (Nymphaeales) er en orden af dækfrøede planter. Det ser ud til, at Nymphaeales har udviklet sig væk fra de andre dækfrøede planter på et tidligt tidspunkt. I dag omfatter ordenen to familier af vandlevende urter:
| Familier |

- Nøkkerose-familien (Nymphaeaceae)
- Cabombaceae

Nogle gange medregnes Cabombaceae i Nymphaeaceae. 
I det ældre Cronquists system blev følgende familier medregnet:
- Lotus-familien (Nelumbonaceae)
- Barclayaceae
- Ceratophyllaceae